# Resurrection (Halford)
Resurrection è il primo album in studio del gruppo musicale statunitense Halford, pubblicato l'8 agosto 2000 dalla Metal-Is Records.
Nel disco è presente un celebre duetto con Bruce Dickinson degli Iron Maiden, primo e unico incontro fra i due frontman.

## Tracce
1. Resurrection – 3:58 (Rob Halford, Patrick Lachman, Roy Z, John Baxter)
2. Made in Hell – 4:12 (Rob Halford, Roy Z, John Baxter)
3. Locked and Loaded – 3:18 (Rob Halford, Patrick Lachman, Roy Z)
4. Night Fall – 3:41 (Rob Halford, Patrick Lachman, Mike Chlasciak)
5. Silent Screams – 7:06 (Rob Halford, Bob Marlette)
6. The One You Love to Hate (feat. Bruce Dickinson) – 3:11 (Rob Halford, Roy Z, Bruce Dickinson)
7. Cyberworld – 3:08 (Rob Halford, Roy Z, Mike Chlasciak)
8. Slow Down – 4:51 (Rob Halford, Roy Z, Bob Marlette)
9. Twist – 4:08 (Bob Halligan Jr.)
10. Temptation – 3:32 (Rob Halford, Roy Z, Mike Chlasciak, Patrick Lachman)
11. Drive – 4:30 (Rob Halford, Roy Z, Bob Marlette, John Lowery)
12. Saviour – 2:57 (Rob Halford, Roy Z, Patrick Lachman)

## Formazione
- Rob Halford – voce
- Metal Mike Chlasciak – chitarra
- Patrick Lachman – chitarra
- Ray Riendeau – basso
- Bobby Jarzombek – batteria

### Ospiti
- Bruce Dickinson – voce (traccia "The One You Love to Hate")
- Pete Parada – batteria (traccia "The One You Love to Hate")
- Ed Ross – tastiere (tracce "Twist" and "Silent Screams")

## Classifiche
| Classifica (2000) | Posizione massima |
| ----------------- | ----------------- |
| Austria           | 42                |
| Germania          | 12                |
| Stati Uniti       | 140               |
| Svezia            | 21                |
| Svizzera          | 90                |